# Tóth Imre (motorversenyző)

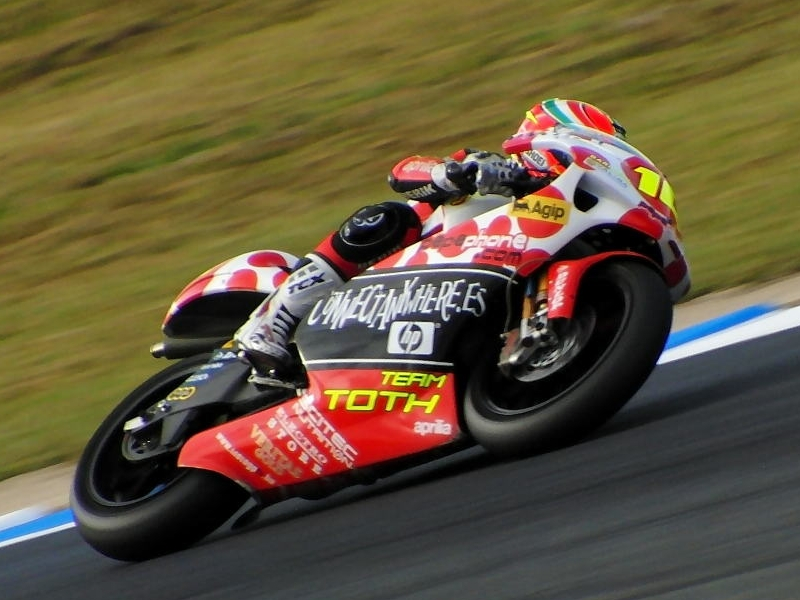
Tóth Imre 2008-ban

Tóth Imre (Budapest, 1985. szeptember 6. –) gyorsaságimotor-versenyző. 2002 óta vesz részt a világbajnokságon.

## Pályafutása
- 1991-ben kezdte a versenyszerű motorozást, automata 50 cm³-es kategóriában, élete első versenyét megnyerte.
- 1992-ben minden versenyen dobogóra állhatott.
- 1993-ban Magyar Bajnok automata 50 cm³-ben.
- 1994-ben váltós 50 cm³-ben Magyar Bajnok.
- 1995-ben váltós 50 cm³-es kategóriában Magyar Bajnok és 80 cm³-es kategóriában bajnokságon kívül, korengedménnyel 10 és fél évesen indulhatott 2. helyezést ért el (a korhatár 12 év).
- 1996-ban 125 cm³-es kategóriában versenyezhetett korengedménnyel külföldön, akkor 14 év volt a korhatár.
- 1997-ben Alpok-Adria versenysorozaton vett részt, 8 ország versenyzői között a 2. helyezést érte el.
- 1998-ban a legfiatalabb Magyar Bajnok lett 125 cm³-es kategóriában és a Német Bajnokságon vehetett részt korengedménnyel.
- 1999-ben Magyar Bajnokság 2. helyezése 125 cm³-es kategóriában, ebben a kategóriában a Német Bajnokságban vett részt, összesített 5. helyen végzett.
- 2000-ben a Magyar Bajnokságban a 3. helyezést érte el, az Európa Bajnokságban 8 pontot gyűjtött, a Német Bajnokságban is részt vett, összesített 6. helyen a 125 cm³-es kategóriában.
- 2002-ben a Gyorsasági Motoros Világbajnokságon (MotoGP) vett részt az olasz Semprucci-Angaia csapatban. Mind a 16 futamon elindult, 15 alkalommal célba ért, helyezése a 18. és a 28. hely között volt.
- 2003-ban a Gyorsasági Motoros Világbajnokságon a legjobb helyezése a 17. hely volt a frissen megalakult R.R.Team Hungary-ban.
- 2004-ben a Gyorsasági Motoros Világbajnokságon legjobb helyezése a 10. hely volt. 6 világbajnoki pontot szerzett az R.R.Team Hungary-ban.
- 2005-ben a Motoros Világbajnokságon legjobb helyezése a 9. hely volt. 7 világbajnoki pontot szerzett a Team Toth-ál.
- 2006-ban legjobb helyezése a 16. hely volt.
- 2007-ben VB pontokat szerzett első 250 cm³-es szezonjában.
- 2008-ban az utolsó 5 futamon folyamatos pontszerző, összesített 20.
- 2009-ben a Francia Nagydíjon 9.-ként ér célba, összesített 23.
- 2010-ben élete első Supersport 600-as szezonjában pontszerző.
- 2011-ben 19. helyen végzett a világranglistán a Supersport 600 kategóriában.
- 2012